# 水尾神社 (姫路市)

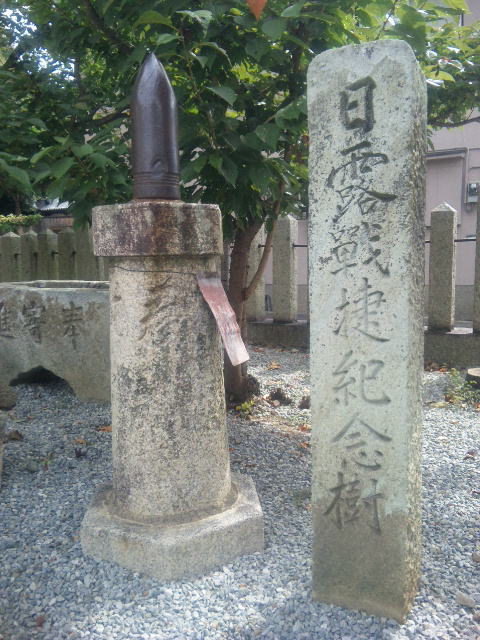
「日露戦捷紀念樹」の石碑と砲弾。

水尾神社（みずおじんじゃ）は日本の兵庫県姫路市山野井町にある神社。男山の麓に鎮座している。同市内安富町にある水尾神社も同じく「みずおじんじゃ」と読む。

## 摂末社
- 市杵島姫社・荒神社・大将軍社・武大神

## 例祭
- 1月 - とんど祭
- 6月 - 輪抜け祭・湯立神事（夏季例大祭）
- 11月 - 秋季例大祭

## 歴史
- 古くは伊和大神を祀り、565年から大己貴命を祀ったとされる。
- 764年（天平宝字8年）6月11日 - 飾磨郡伊和里水尾山（現在の姫路市山野井町）に兵主神を祭祀する。
- 787年（延暦6年） - 坂上田村麻呂が兵主神を飾磨郡国衙小野江梛本（現在の姫路市本町）に遷座する（現在の播磨国総社）。周辺の民が男山に祠を建てて祀った。このため水尾神社は播磨国総社の元宮といわれている。
- 1619年（元和5年） - 本多忠政が姫路城を増築する際、神守岡より岡大歳社を遷座し社殿を造営する。
- 1983年（昭和58年） - 神輿を新調する[2]。
- 平成?年 - 社殿を新築する。

## 交通
- 姫路駅から神姫バスで約7分。「市之橋・文学館前」下車、北へ徒歩約5分。